# Даркан
Даркан (кирг. Даркан) — село в Жетіогузькому районі, Іссик-Кульська область, Киргизстан.

## Географія
Село розташоване в гирлі річки Джууку, за 10 км на захід від районного центру села Кизил-Суу.

## Історія
Даркан засноване 1912 року під назвою Тарканли, оскільки першими поселенцями були татари. Після 1916 року, за наполяганням російських поселенців села, його перейменовують у Некрасівське. У 1921 році, після виселення російських поселенців, село перейменовують у Дархан, що означає «коваль».

## Клімат
Клімат у селі помірно-континентальний, з елементами гірського та морського. 
| Клімат Даркану          | Клімат Даркану | Клімат Даркану | Клімат Даркану | Клімат Даркану | Клімат Даркану | Клімат Даркану | Клімат Даркану | Клімат Даркану | Клімат Даркану | Клімат Даркану | Клімат Даркану | Клімат Даркану | Клімат Даркану |
| Показник                | Січ.           | Лют.           | Бер.           | Квіт.          | Трав.          | Черв.          | Лип.           | Серп.          | Вер.           | Жовт.          | Лист.          | Груд.          |                |
| Середній максимум, °C   | −4,7           | −2,9           | 4,8            | 14,0           | 18,9           | 23,1           | 25,5           | 25,0           | 20,2           | 12,7           | 3,4            | −2,3           |                |
| Середня температура, °C | −10,4          | −8,5           | −0,5           | 7,8            | 12,8           | 16,7           | 19,0           | 18,2           | 13,4           | 6,4            | −1,9           | −7,6           |                |
| Середній мінімум, °C    | −16,1          | −14            | −5,8           | 1,7            | 6,8            | 10,4           | 12,5           | 11,4           | 6,7            | 0,1            | −7,1           | −12,9          |                |
| Норма опадів, мм        | 12             | 14             | 23             | 39             | 55             | 54             | 57             | 55             | 39             | 31             | 20             | 14             |                |
| Вологість повітря, %    | 69.4           | 69.6           | 59.4           | 46.6           | 47.2           | 45.0           | 43.0           | 41.2           | 42.5           | 49.6           | 58.7           | 68.7           |                |
| ----------------------- | -------------- | -------------- | -------------- | -------------- | -------------- | -------------- | -------------- | -------------- | -------------- | -------------- | -------------- | -------------- | -------------- |

## Демографія
Станом на 2009 рік населення села налічувало 6 495 осіб.
| 1999    | 2009    |
| ------- | ------- |
| → 5 032 | ↗ 6 495 |

## Економіка
Населення в основному займається тваринництвом і землеробством.
У жовтні в селі проходить щорічний Яблучний Фестиваль.

## Відомі уродженці
- Жанил Асанбекова — російська акторка театру та кіно киргизького походження. Відома за роллю Айнури у комедійному ситкомі «Кухня» та «Готель Елеон».